# أوكتافيان بوبيسكو
أوكتافيان بوبيسكو (بالرومانية: Octavian-George Popescu)‏ هو لاعب كرة قدم روماني في مركز الوسط، ولد في 27 ديسمبر 2002 في ترجوفيشت في رومانيا. شارك مع منتخب رومانيا تحت 21 سنة لكرة القدم. أما مع النوادي، فقد لعب مع ستيوا بوخارست.

## وصلات خارجية
- أوكتافيان بوبيسكو على موقع قاعدة بيانات كرة القدم.إي يو (الإنجليزية)
- أوكتافيان بوبيسكو على موقع ناشيونال فوتبول تيمز (الإنجليزية)
- أوكتافيان بوبيسكو على موقع Soccerbase.com (لاعب) (الإنجليزية)
- أوكتافيان بوبيسكو على موقع Soccerway.com (الإنجليزية)
- أوكتافيان بوبيسكو على موقع عالم كرة القدم.نت (الإنجليزية)